# Tokpaü állomás
Tokpaü (Dokbawi) állomás a szöuli metró 6-os vonalának állomása, mely Unphjong-ku (Eunpyeong-gu) kerületben található. Az egyirányú Ungam (Eungam)-hurok egyik állomása.

## Viszonylatok
| 6-os vonal                              | 6-os vonal                                  | 6-os vonal                                |
| --------------------------------------- | ------------------------------------------- | ----------------------------------------- |
| Pulgvang (Bulgwang) Ungam (Eungam) felé | Ungam (Eungam) hurok egyirányú közlekedés → | Jonsinne (Yeonsinnae) Sinne (Sinnae) felé |